# Liste des monuments classés d'Etterbeek
Cet article recense le patrimoine immobilier protégé à Etterbeek. Le patrimoine immobilier protégé fait partie du patrimoine culturel en Belgique.
|    | Le bien                                             | Date de clas.              | Année | Architecte                    | Style                                                       | Adresse                                                                | Coordonnées                 | ID                      | Photo |
| -- | --------------------------------------------------- | -------------------------- | ----- | ----------------------------- | ----------------------------------------------------------- | ---------------------------------------------------------------------- | --------------------------- | ----------------------- | ----- |
| 1  | Ailante (Ailanthus altissima)                       |                            |       |                               | Arbre remarquable                                           | Rue Charles De Buck 23                                                 | 50° 49′ 57″ N, 4° 24′ 28″ E |                         |       |
| 2  | Ancienne clinique ophtalmologique du Docteur Coppez | 8 novembre 2007            | 1912  | Jean-Baptiste Dewin           | Art nouveau                                                 | Avenue de Tervueren 68 - 70                                            | 50° 50′ 20″ N, 4° 24′ 11″ E | 2076-0026/0             |       |
| 3  | Ancienne imprimerie Phobel                          | 2 juillet 1998             | 1905  | Henri Wellens                 | Architecture industrielle                                   | Avenue Édouard de Thibault 2                                           | 50° 50′ 09″ N, 4° 23′ 46″ E | 2076-0016/0             |       |
| 4  | Charme-houblon (Ostrya carpinifolia)                | 31 mars 2011               |       |                               | Arbre remarquable                                           | Rue Général Fivé, Avenue Hansen-Soulie 27                              | 50° 49′ 43″ N, 4° 23′ 35″ E | 2076-0038/1             |       |
| 5  | Église Saint-Antoine de Padoue                      | 4 mars 2004 9 juillet 1998 |       | Edmond Serneels               | Style néo-gothique                                          | Place Saint-Antoine 1                                                  | 50° 49′ 45″ N, 4° 23′ 12″ E | 2076-0015/1 2076-0015/0 |       |
| 7  | Ensemble de deux maisons Art nouveau                | 30 avril 1992              | 1900  | Jules Barbier                 | Art nouveau                                                 | Avenue De l'Yser 5 - 6                                                 | 50° 50′ 26″ N, 4° 23′ 51″ E | 2076-0003/0             |       |
| 8  | Ensemble de maisons éclectiques                     | 17 janvier 2008            | 1870  |                               | Éclectisme                                                  | Rue Belliard 157 - 159                                                 | 50° 50′ 23″ N, 4° 22′ 53″ E | 2076-0030/2             |       |
| 9  | Ensemble de maisons éclectiques                     | 12 septembre 2013          | 1909  | Georges Cochaux-segard        | Éclectisme                                                  | Rue Bâtonnier Braffort 9 - 23                                          | 50° 50′ 25″ N, 4° 24′ 05″ E | 2076-0040/0             |       |
| 10 | Ensemble de maisons                                 | 18 avril 2013              | 1909  | Georges Cochaux-Ségard        | Éclectisme                                                  | Rue des Ménapiens 24 - 36                                              | 50° 50′ 23″ N, 4° 24′ 05″ E | 2076-0039/0             |       |
| 11 | Hêtre pourpre (Fagus sylvatica f. purpurea)         | 13 juillet 2006            |       |                               | Arbre remarquable                                           | Avenue d'Auderghem 63                                                  | 50° 50′ 18″ N, 4° 23′ 09″ E | 2076-0033/0             |       |
| 12 | Hêtre pourpre (Fagus sylvatica f. purpurea)         | 22 décembre 2005           |       |                               | Arbre remarquable                                           | Avenue De l'Yser 9                                                     | 50° 50′ 26″ N, 4° 23′ 51″ E | 2076-0031/0             |       |
| 13 | Hôtel de maître éclectique                          | 4 décembre 1997            | 1913  | Charles Neirynck              | Éclectisme                                                  | Avenue de Tervueren 64                                                 | 50° 50′ 20″ N, 4° 24′ 10″ E | 2076-0014/0             |       |
| 14 | Immeuble de rapport Art nouveau                     | 19 janvier 1995            | 1905  | Gustave Strauven              | Art nouveau                                                 | Chaussée de Wavre 517 - 519 , Rue Peter Benoit 2 - 4                   | 50° 49′ 59″ N, 4° 23′ 09″ E | 2076-0006/0             |       |
| 15 | Institut Saint-Stanislas                            | 15 janvier 1998            |       | Hubert Marcq, Edmond Serneels | Complexe d'enseignement de style néo-gothique et éclectique | Avenue des Nerviens 131 - 133, Avenue des Nerviens 115                 | 50° 50′ 17″ N, 4° 23′ 31″ E | 2076-0020/0             |       |
| 16 | Jardin Jean-Félix Hap                               | 29 juin 2000               |       |                               | Parc                                                        | Chaussée de Wavre, Avenue d'Auderghem 191 - 193, Rue Louis Hap 53 - 73 | 50° 50′ 04″ N, 4° 23′ 10″ E | 2076-0008/1             |       |
| 17 | Maison Art nouveau                                  | 16 mars 1995               | 1910  | Paul Cauchie                  | Art nouveau                                                 | Avenue de la Chasse 141                                                | 50° 50′ 03″ N, 4° 23′ 36″ E | 2076-0021/0             |       |
| 18 | Maison éclectique                                   | 17 janvier 2008            | 1907  | Paul Picquet                  | Éclectisme                                                  | Rue Belliard 143                                                       | 50° 50′ 24″ N, 4° 22′ 51″ E | 2076-0030/1             |       |
| 19 | Maison et étude du notaire Hap                      | 9 mars 1995                | 1859  |                               | Éclectisme classicisant                                     | Chaussée de Wavre 508                                                  | 50° 50′ 04″ N, 4° 23′ 04″ E | 2076-0012/0             |       |
| 20 | Maison personnelle du sculpteur Julien Dillens      | 22 décembre 2005           | 1893  |                               | Éclectisme                                                  | Rue Belliard 161                                                       | 50° 50′ 23″ N, 4° 22′ 54″ E | 2076-0030/0             |       |
| 21 | Maison personnelle de Paul Cauchie                  | 26 mai 1975                | 1905  | Paul Cauchie                  | Art nouveau                                                 | Rue des Francs 5                                                       | 50° 50′ 18″ N, 4° 23′ 43″ E | 2076-0001/0             |       |
| 22 | Maison traditionnelle                               | 18 novembre 1976           | 1680  |                               | Baroque                                                     | Chaussée Saint-Pierre 56 - 58                                          | 50° 50′ 10″ N, 4° 23′ 04″ E | 2076-0002/0             |       |
| 23 | Pin Maritime (Pinus maritima)                       | 13 février 2003            |       |                               | Arbre remarquable                                           | Avenue Camille Joset 9                                                 | 50° 49′ 53″ N, 4° 23′ 50″ E | 2076-0029/0             |       |